# جورج ستوتون
جورج ستوتون (بالإنجليزية: Sir George Staunton, 1st Baronet)‏ (و. 1737 – 1801 م) هو عالم نبات، ودبلوماسي من جمهورية أيرلندا، والمملكة المتحدة لبريطانيا العظمى وأيرلندا، ولد في غالواي، وكان عضوًا في الجمعية الملكية، توفي في لندن، عن عمر يناهز 64 عاماً.

## التعليم
تعلم في جامعة أوكسفورد.

## جوائز
حصل على جوائز منها:
- زميل في الجمعية الملكية.